# Lycosoides instabilis
Lycosoides instabilis är en spindelart som först beskrevs av Denis 1954.  Lycosoides instabilis ingår i släktet Lycosoides och familjen trattspindlar.
Artens utbredningsområde är Marocko. Inga underarter finns listade i Catalogue of Life.